# Erik Möller
Pour les articles homonymes, voir Möller.
Ne doit pas être confondu avec Erik Møller.
Erik Möller est un journaliste indépendant et développeur allemand. Il travaille de 2006 à 2015 à la Wikimedia Foundation, dont il est le directeur adjoint de 2008 à 2015. 

## Wikimedia Foundation
Erik Möller participe aux projets de la Wikimedia Foundation depuis 2001 en tant que contributeur ainsi qu'en tant que développeur du logiciel MediaWiki et de Wikinews. Il ébauche la proposition initiale du projet Wikinews et est fortement impliqué dans la création de Wikimedia Commons.
Il est directeur adjoint de la Wikimedia Foundation du 10 janvier 2008 au 30 avril 2015.